# Epectaptera discalis
Epectaptera discalis är en fjärilsart som beskrevs av William Schaus 1905. Epectaptera discalis ingår i släktet Epectaptera och familjen björnspinnare. Inga underarter finns listade i Catalogue of Life.